# Anton Rschepezkyj
Anton Karlowytsch Rschepezkyj (ukrainisch Антон Карлович Ржепецький; * zwischen dem 16. Januar und dem 6. März 1868 in Kiew, Gouvernement Kiew, Russisches Kaiserreich; † 6. Dezember 1932 in Nizza, Frankreich) war ein ukrainischer Politiker. Er war vom 20. Mai 1918 bis zum 14. Dezember 1918 Finanzminister des Ukrainischen Staates.

## Leben
Anton Rschepezkyj kam Anfang 1868 als Nachkomme der alten polnischen Adelsfamilie Rzepecki im zu der Zeit russischen Kiew zur Welt. Er war gemischt polnisch-ukrainischer Kultur und lebte in der Kiewer Innenstadt am Majdan Nesaleschnosti. Vor der Oktoberrevolution war er in Kiew fünf Jahre als Bankdirektor tätig und als Mitglied der Konstitutionell-Demokratischen Partei (Kadetten) war er Berater des Kiewer Stadtrates. Zudem war er Vorstandsmitglied einer Kreditgesellschaft, Vorsitzender einer landwirtschaftlichen Genossenschaft und Leiter der Wahlkommission für die Wahl zur Staatsduma. Im Ersten Weltkrieg war er in leitender Funktion im Tatjana-Komitee zur Unterstützung von Flüchtlingen tätig.
Am 20. Mai 1918 wurde er Regierungsmitglied der 1. Regierung Lysohub des Ukrainischen Staates und war einer der wenigen Minister, die nach der Regierungskrise am 18. Oktober 1918 wieder in das neu gebildete Koalitionskabinett eintraten. Seine Aufgabe als Finanzminister sah er in der Schaffung eines nationalen Währungssystems und der Sicherstellung eines hohen Wechselkurses. So unternahm er große Anstrengungen zur Stärkung der Hrywnja und es gelang ihm die Stabilisierung des zuvor zusammengebrochenen Finanzsystems sowie die Erstellung eines Staatshaushaltes. Des Weiteren verteidigte er in Verhandlungen mit Deutschland die wirtschaftlichen Interessen der Ukraine. In seinem Auftrag wurden Zollstationen an der Grenze zu Österreich-Ungarn wieder in Betrieb genommen und neue Zollstationen an der Grenze zu Bessarabien und Russland errichtet, sodass Ende September 1918 an nahezu allen Kontrollpunkten entlang der ukrainischen Grenze Zollstationen vorhanden waren. Zudem ließ er Grenzschutzbeamte zur Bekämpfung des Schmuggels ausbilden.
Nach dem Sturz Skoropadskyjs im Dezember 1918 wurde er, gemeinsam mit weiteren Mitgliedern der Regierung des Hetmanats, vom Direktorium der Ukrainischen Volksrepublik verhaftet und zunächst im Kiewer Lukjaniwska-Gefängnis inhaftiert. Nachdem sich das Direktorium auf Grund der bolschewistischen Bedrohung Kiews nach Wynnyzia zurückziehen musste, verlegte man die Gefangenen ebenfalls dorthin. Die Entente-Länder, insbesondere Frankreich, forderten länger als ein Jahr lang die Freilassung von ihm, Serhij Herbel, Wiktor Rejnbot sowie weiteren Persönlichkeiten des Hetmanats. Schließlich verlegte man die Gefangenen nach Odessa und führte sie dort den Repräsentanten der Entente vor.
Nach seiner Haftentlassung emigrierte er über Konstantinopel nach Italien und gründete dort die Italienisch-russische Gesellschaft zur Versorgung von Denikins Weißer Armee mit Nahrungsmitteln und Kleidung. Später verlegte er seinen Wohnort ins südfranzösische Nizza, wo er 1932 starb und dort auf dem russisch-orthodoxen Friedhof Caucade bestattet wurde.